# Argyreia soutteri
Argyreia soutteri är en vindeväxtart som först beskrevs av Jacob Whitman Bailey, och fick sitt nu gällande namn av Karel Domin. Argyreia soutteri ingår i släktet Argyreia och familjen vindeväxter. Inga underarter finns listade i Catalogue of Life.